# Região Econômica dos Urais
A Região Econômica dos Urais (russo: Ура́льский экономи́ческий райо́н, tr.: Uralsky ekonomichesky rayon) é uma das doze Regiões Econômicas da Rússia.

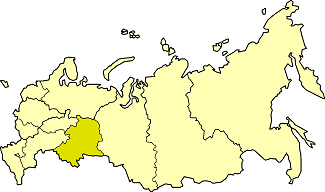
A Rússia e a Região Econômica dos Urais

Esta Região Econômica, que equivale à metade sul da cordilheira dos Urais, sempre foi o principal centro de produção de ferro e aço da Rússia. Também uma boa parte do petróleo soviético se produzia aqui, principalmente na República do Bascortostão. Há depósitos de minério de ferro, manganês, bauxita. Várias ferrovias de carga servem à área, além de rios que incluem o rio Kama e o rio Belaya, no oeste, e o rio Ural no sul.
As principais cidades da Região Econômica dos Urais são Cheliabinsk, Ecaterimburgo, Izhevsk, Kurgan, Magnitogorsk, Níjni Tagil, Oremburgo, Perm, Sverdlovsk e Ufa.
Tem uma superfície de 824 000 km², uma população aproximada de 20 436 000 habitantes (com uma densidade de 25 hab/km²), dos quais 74% vive em zonas urbanas.

## Composição
1. República do Bascortostão
2. República da Udmúrtia
3. Krai de Perm
4. Oblast de Cheliabinsk
5. Oblast de Kurgan
6. Oblast de Oremburgo
7. Oblast de Sverdlovsk

## Indicadores socioeconômicos
Sendo a segunda Região mais populosa da Rússia, a Região Econômica dos Urais tem um grande PIB, fundamentado na atividade econômica urbana. O PIB per capita está pouco acima da média, enquanto que o salário mensal médio está ligeiramente abaixo da média nacional. Como amostra das dificuldades econômicas, o índice de salários pagos integralmente está abaixo da média.
A privatização não alterou a velha estrutura industrial de estilo soviético. A proporção de empregados em empresas ex-estatais nos Urais está acima da média nacional, enquanto que a proporção em novas empresas privadas criadas está um quarto abaixo da média nacional.